# Camponotus amphidus
Camponotus amphidus é uma espécie de inseto do gênero Camponotus, pertencente à família Formicidae.